# Quilombo do Carucango
Quilombo do Carucango foi um dos maiores[carece de fontes?] quilombos do Estado do Rio de Janeiro. O nome do quilombo se refere ao fundador e líder, Carucango (Moçambique, século XVIII – Conceição de Macabu ou Macaé, 01 de abril de 1831)

## Origem e Grafia do nome Carucango
O mais antigo registro literário a citar Carucango, livro do 1º Barão de Araruama, de 1819, usa a grafia “Caerokango”, para definir o local de nascimento do Rio Macabu. Já na obra de Antão de Vasconcellos, a mais importante e completa sobre Carucango e seu quilombo, Evocações-Crimes Célebres em Macahé, a grafia utilizada é Carukango.
O IBGE, na sua Carta Aerofotogramétrica de 1967, nomeia o Rio Carucango, um dos afluentes do Rio Macabu, como Rio Carocango.
Já o escritor e historiador João Oscar, em seu romance sobre Carucango, o nome utilizado é Curunkango.
Os escravos que chegavam nas Américas vindos da África, eram batizados com nomes típicos das regiões de batismo e sobrenome de seu local de origem no continente africano. Carucango, chegando ao porto de Macaé, Estado do Rio de Janeiro, foi batizado e recebeu o nome de Antônio, sobrenome Moçambique – Antônio Moçambique.